# Аеростатика
Аеростатика – клон на механика на флуидите, изучаваща условията за равновесие на газовете, главно на атмосферния въздух, при влияние на външни сили върху тях. Изучава и плаването на аеростати във въздуха.
|  | Уикипедия разполага с Портал:Авиация |